# Lillsjön (Vadsbro socken, Södermanland)
Lillsjön är en sjö i Flens kommun i Södermanland och ingår i Nyköpingsåns huvudavrinningsområde. Sjön har en area på 0,729 kvadratkilometer och ligger 18,2 meter över havet.

## Delavrinningsområde
Lillsjön ingår i det delavrinningsområde (653760-154161) som SMHI kallar för Utloppet av Långhalsen. Medelhöjden är 30 meter över havet och ytan är 33,6 kvadratkilometer. Räknas de 8 avrinningsområdena uppströms in blir den ackumulerade arean 147,44 kvadratkilometer. Värnaån som avvattnar avrinningsområdet har biflödesordning 4, vilket innebär att vattnet flödar genom totalt 4 vattendrag innan det når havet efter 45 kilometer. Avrinningsområdet består mestadels av skog (35 procent), öppen mark (12 procent) och jordbruk (31 procent). Avrinningsområdet har 6,37 kvadratkilometer vattenytor vilket ger det en sjöprocent på 18,9 procent.